# Junellia connatibracteata
Junellia connatibracteata là một loài thực vật có hoa trong họ Cỏ roi ngựa. Loài này được (Kuntze) Moldenke mô tả khoa học đầu tiên năm 1940.